# Ray Luzier
Raymond Owen "Ray" Luzier, född 14 juni 1970 i Pennsylvania, är en amerikansk trummis. Han är från och med april 2009 trummis i Korn. Tidigare har han bland annat spelat med David Lee Roth och i bandet Army of Anyone.